# 2251 Тихов
2251 Ти́хов (2251 Tikhov) — астероїд головного поясу, відкритий 19 вересня 1977 року.
Тіссеранів параметр щодо Юпітера — 3,335.